# Джордж Сийтън
Джордж Сийтън (на английски: George Seaton) е американски режисьор, сценарист и драматург. 

## Биография
Роден е на 17 април 1911 година в Саут Бенд, щата Индиана, в семейство от шведски произход, но израства в еврейски квартал в Детройт. През 30-те години започва работа като актьор в радиопиеси, след това става сценарист в Холивуд, където от 1945 година режисира и собствени филми. Сред тях са „Чудо на 34-та улица“ („Miracle on 34th Street“, 1947), за който получава „Оскар“ за адаптиран сценарий, „Apartment for Peggy“ (1948), „Провинциалистката“ („The Country Girl“), за който получава втори „Оскар“ за адаптиран сценарий, „Летище“ („Airport“, 1970).
Джордж Сийтън умира от рак на 28 юли 1979 година в Лос Анджелис.

## Избрана филмография
| Година | Филм                | Оригинално заглавие    |
| ------ | ------------------- | ---------------------- |
| 1947   | Чудо на 34-та улица | Miracle on 34th Street |
| 1948   | Апартамент за Пеги  | Apartment for Peggy    |
| 1954   | Провинциалистката   | The Country Girl       |
| 1970   | Летище              | Airport                |
| 1973   | Разкриване          | Showdown               |